# Tarace Boulba
Pour l’article homonyme, voir Tarass Boulba (homonymie).
 (avril 2018).
Si vous disposez d'ouvrages ou d'articles de référence ou si vous connaissez des sites web de qualité traitant du thème abordé ici, merci de compléter l'article en donnant les références utiles à sa vérifiabilité et en les liant à la section « Notes et références ».
Tarace Boulba est une fanfare créée en 1993 par deux anciens des Négresses Vertes (Matthieu Paulus et Jo Ruffier Des Aimes). Son objectif est « l'accessibilité à la pratique de la musique gratuite pour tous ». Elle est basée sur un fonctionnement associatif.

## Présentation
La formation est créée en 1993 pour accueillir des musiciens souhaitant jouer mais n'ayant soit plus de formations ou pas de structure pour pratiquer leur instrument. Elle compte aujourd'hui plus de 1000 membres en France et dans le monde. L'adhésion est valable à vie, et les membres ont ensuite la possibilité d'apprendre le répertoire grâce à des ateliers organisés dans les locaux de l'association à Montreuil-sous-Bois et de se produire sur scène avec la fanfare.
La première cassette sort en 1994 et le premier album CD l'année suivante. L'association s'installe dans les locaux à Montreuil-sous-Bois en 1996. Le 2e album est enregistré en 1999 et sort en 2000. Une tournée africaine est organisée en 2003 et le troisième album sort en 2006.

## Discographie

### Albums
- À la demande générale - FairPlay, Formidable, 1996.
- Une fois encore - FairPlay, Formidable, 2000.
- Merci pour le tiep CD et DVD Dualdisc - FairPlay, Formidable, 2006.
- Inédits - Best-Of - FairPlay, Formidable, 2015.
- Mad in croix tchavo - Formidable, 2023.

### Collaborations
- Argent trop cher CD, 2002.